# Han Berger
Han Berger (ur. 17 czerwca 1950 w Utrechcie) – holenderski piłkarz występujący na pozycji obrońcy, a także trener.

## Kariera piłkarska
Od 1968 do 1970 roku występował w klubie Velox.

## Kariera trenerska
Po zakończeniu piłkarskiej kariery pracował jako trener w FC Utrecht, FC Groningen, AZ Alkmaar, Fortunie Sittard, SVV/Dordrecht, Sparcie Rotterdam, Cambuur, reprezentacji Holandii U-21, Oicie Trinita i reprezentacji Australii.